# 아주 신씨
아주 신씨(鵝洲申氏)는 경상남도 거제시 아주동을 본관으로 하는 한국의 성씨이다.

## 본관
아주(鵝洲)는 경상남도 거제시에 속한 지명이다. 본래 거로현(巨老縣)인데, 신라 경덕왕 때 아주현(鵝洲縣)으로 고치고, 거제군(巨濟郡)의 영현(領縣)을 삼았다. 《세종실록지리지》에 아주(鵝洲)의 성으로 신(申)·문(文)·갈(葛)·조(曺) 4성이 기록되어 있다. 현재 경상남도 거제시 아주동이라는 지명으로 남아 있다.
이 섬의 행정명칭은 거제군(巨濟郡)이었다. 신라 때부터 군으로 불러왔던 큰 고을이었다. 여기에 아주현(鵝洲縣), 송변현(松邊縣), 명진현(溟珍縣)이라는 3개의 지역단위가 있었다.
| 아주신씨(鵝洲申氏)의 발상지(發祥地)는 한반도(韓半島)의 남단(南端)에 위치한 큰 섬 거제도(巨濟島)의 한 지역이다. 이 섬의 행정명칭(行政名稱)은 거제군(巨濟郡)이었다. 신라(新羅) 때부터 군(郡)으로 불러왔던 큰 고을이었고 여기에 아주현(鵝洲縣), 송변현(松邊縣), 명진현(溟珍縣)이라는 3개의 지역단위(地域單位)가 있었다. 이 지역단위에서 아주현에는 고려조(高麗朝)에 와서 성씨제도 (姓氏制度)가 등장하자 토호세력(土豪勢力)으로서 맨처음 성을 갖는 수장(首長)이 있었다. 그 수장은 신(申)의 성을 취(取)하였는바 후일 신영미(申英美)로 알려진 바로 아주신씨의 시조(始祖)였다. |